# Evoken
Gli Evoken sono una funeral doom/death metal band statunitense.

## Storia del gruppo
Nel 1992 nacque, negli Stati Uniti, una band di nome Funereus dedita al più depressivo doom metal.
Il gruppo si formò per volontà di Numinas (chitarra e tastiere), Vince Verkay (batteria) e Rob Robichaud (basso); con questa formazione la band realizzò un demo e si fece strada nel panorama underground estremo.

Successivamente Robichaud abbandonò la band e venne rimpiazzato da quello che, successivamente, diventò lo storico frontman degli Evoken, ossia, John Paradiso.
La band realizzò nel 1998 Embrace the Emptiness e successivamente, nel 2001, Quietus, da molti considerato un caposaldo del funeral doom/death metal. Numinas abbandonò successivamente la band perché impegnato con altri gruppi, fra cui gli Abazagorath e i Drawn and Quartered.
Con il disco Antithesis of Light (2005), la band abbracciò sonorità maggiormente orientate verso il funeral doom e quindi verso un sound più cupo ed oppressivo rispetto ai precedenti lavori.
Nel gennaio 2007 gli Evoken hanno abbandonato l'etichetta italiana Avantgarde Music (con la quale avevano realizzato due album), per firmare con la svedese I Hate Records. Con la casa discografica svedese realizzeranno l'album A Caress of the Void, uscito nel novembre 2007.
Nel 2012 firmano un contratto con la canadese Profound Lore Records, per la quale esce il loro quinto album, Atra Mors, che è anche la centesima pubblicazione della casa discografica.

## Formazione

### Formazione attuale
- John Paradiso - chitarra/voce (1994-)
- Nick Orlando - chitarra (1992-)
- Denny Hahn - tastiere (2004-)
- Vince Verkay - batteria  (1992-)
- Craig Pillard - basso (2006-)

### Ex componenti
- Rob Robichaud - basso/voce (1992-1993)
- Bill Manley - basso (1994-1996)
- Dario Derna - tastiere (1995-2002)
- Steve Moran - basso (1996-2004)

## Discografia

### Album in studio
- 1998 - Embrace the Emptiness
- 2001 - Quietus
- 2005 - Antithesis of Light
- 2007 - A Caress of the Void
- 2012 - Atra Mors
- 2018 - Hypnagogia

### Demo
- Rehearsal/Demo 1992 (come Funereus)
- 1994 - Shades of Night Descending
- Promo Demo 1996
- Promo Demo 1997
- Promo Demo 2002